# 祥福寺 (神戸市)
祥福寺（しょうふくじ）は兵庫県神戸市兵庫区五宮町にある臨済宗の仏教寺院。

## 歴史
- 貞享2年（1685年）12月、もと僧正眼が営んでいた平野五宮神社のほとりの小庵に、雲巌和尚によって創建され、盤珪禅師を招いて開山とし、禅寺の道場となった。
盤珪禅師は播州の網干（今姫路市内）に生まれ、龍門寺を建て「西に盤珪、東に白隠」といわれるほどの大徳で、禅師を開基とする寺院は、全国で47ヵ寺、元禄3年（1690年）9月3日龍門寺で72歳で歿してから、勧請開山となった寺が150にもおよぶほど尊敬された。
- 享保年間（1716年～1735年）廬山妙覚和尚が入山。
- 元禄3年（1690年）の届出には境内16間に6間、本堂も2間に3間に過ぎなかったが、宇和島の伊達家菩提寺から黙伝和尚が来てから、寺域を拡げ僧堂を建て、明和年間（1764年～1771年）には30間に16間となった。
- 明治元年（1868年）正月、神戸警備のために来た長州藩兵数百名がこの寺にたむろして、兵庫、神戸を護衛した。
- 明治5年（1872年）、大坂高津の少林寺より匡通和尚が法脈を継ぎ、現在地に伽藍を建て、寺門いよいよ栄えて、妙心寺派屈指の道場となった。
寺は景勝地を占め、光村弥兵衛が寄進の宝塔が緑の山腹に景観美を添えている。
- 大正（1912年～）初めごろまで、寺の東の丘に梅林があり、梅の咲くころには兵神間の風流人でにぎわっていた。
なお平野には浄土宗の東福寺と、禅宗の地蔵院がいずれも検地であったが、祥福寺は創建の日も浅く年貢地であった。
札所本尊聖観世音菩薩は禅堂近くの圓通閣に安置されている。

## 専門道場
創建当初は盤珪派の道場として隆盛を誇ったが、1830年(天保1年)に白隠下の13世黙伝和尚によって現在地に移転され、山号は徳運山から天門山へ改められた。そしてこの時に禅堂が開単され、白隠下の禅の専門道場となった。その後昭和になって1953年(昭和28年)から1977年(昭和52年)の間、山田無文が僧堂師家として多くの弟子を育てたこともあり今日の隆盛を誇っている。
夏目漱石の書簡によると、この道場で学習をしていた鬼村元成と富澤敬道という2名の修行僧と、1914年（大正3年）より漱石の没する1ヶ月前の1916年（大正5年）11月まで頻繁に文通をしている。そのような事からも当寺の道場の隆盛の一端を窺うことができる。

## 交通アクセス
- 地下鉄山手線大倉山駅より、北に徒歩16分。
- JR神戸線神戸駅より、北に徒歩24分。